# ジェラール・モレノ
ジェラール・モレノ・バラゲロ（Gerard Moreno Balagueró，1992年4月7日 - ）は、スペイン・カタルーニャ州バルセロナ県サンタ・パルペトゥア・ダ・ムゴーダ出身のサッカー選手。ラ・リーガ・ビジャレアル所属。スペイン代表。ポジションはフォワード。

## クラブ経歴
カタルーニャ州バルセロナ郊外に生まれ、2010年にビジャレアルCFに加入した。2011年5月5日、ラージョ・バジェカーノ戦でビジャレアルBで初出場しプロデビューを果たした。2011年12月10日、セグンダ・ディビシオンのヘレスCD戦でプロ初得点を記録した。
2013年7月8日、RCDマジョルカに1年間のレンタルで移籍した。
レンタル移籍から復帰後、ビジャレアルのトップチームに正式に昇格した。2014年9月14日、グラナダCF戦に出場し、リーガ・エスパニョーラデビューを果たした。9月24日、SDエイバル戦でリーガ・エスパニョーラ初得点を記録した。
2015年8月13日、RCDエスパニョールに5年契約で移籍した。2016年1月23日、古巣ビジャレアルで得点を記録したが、その試合ではイエローカードを2枚提示され退場処分となった。2017-18シーズンは16得点を決め、チームの残留に貢献した。
2018年6月12日、ビジャレアルCFに復帰することが発表された。契約期間は5年間。移籍金は2000万ユーロで1200万ユーロが数日中に支払われ、その後2年間で800万ユーロが支払われる。
2019-20シーズン、リーグ戦最終節のSDエイバル戦で2ゴールを決めるなど、リーグ戦では得点ランキング3位となる18ゴールを決め、スペイン人選手としての最多得点者に贈られるサラ賞を受賞した。この活躍から、UEFAが選出したラ・リーガベストイレブンに選出された。
2020-21シーズンのUEFAヨーロッパリーグ決勝、マンチェスター・ユナイテッド戦で先制ゴールを奪い、クラブ初のヨーロッパタイトル獲得に貢献した。
2021年8月10日、モレノは新たに6年契約を締結しました。 翌日、彼はチェルシーとのUEFAスーパーカップで得点を記録し、クラブ史上最多得点者としてジュゼッペ・ロッシを超え、83ゴールを達成しました。 モレノは負傷問題のため、2021–22シーズンおよび2022–23シーズンではあまり出場機会がありませんでした。

## 代表歴
2019年10月15日のユーロ2020予選、スウェーデン戦でA代表デビューを果たすと、11月15日、同予選のマルタ戦で代表初ゴールを挙げた。
2021年、ユーロ2020ではグループリーグ第2戦のポーランド戦では先発起用されると、モラタのゴールをアシスト、更にペナルティーキックをも獲得、しかしこれを自ら蹴るもゴールポストに直撃、この失敗もあり、試合は1-1の引き分けに終わった。

## 個人成績
2021年5月30日現在
| クラブ            | シーズン | リーグ                   | リーグ | リーグ | カップ | カップ | 国際大会 | 国際大会 | その他 | その他 | 通算 | 通算 |
| クラブ            | シーズン | ディビジョン             | 出場   | 得点   | 出場   | 得点   | 出場     | 得点     | 出場   | 得点   | 出場 | 得点 |
| ----------------- | -------- | ------------------------ | ------ | ------ | ------ | ------ | -------- | -------- | ------ | ------ | ---- | ---- |
| ビジャレアル C    | 2010-11  | テルセーラ・ディビシオン | 39     | 34     | —      | —      | —        | —        | —      | —      | 39   | 34   |
| ビジャレアル B    | 2010-11  | セグンダ・ディビシオン   | 1      | 0      | —      | —      | —        | —        | —      | —      | 1    | 0    |
| ビジャレアル B    | 2011-12  | セグンダ・ディビシオン   | 4      | 1      | —      | —      | —        | —        | —      | —      | 4    | 1    |
| ビジャレアル B    | 2012-13  | セグンダ・ディビシオンB  | 24     | 12     | —      | —      | —        | —        | —      | —      | 24   | 12   |
| ビジャレアル B    | 通算     | 通算                     | 29     | 13     | 0      | 0      | 0        | 0        | 0      | 0      | 29   | 13   |
| ビジャレアル      | 2012-13  | セグンダ・ディビシオン   | 14     | 3      | 0      | 0      | —        | —        | —      | —      | 14   | 3    |
| ビジャレアル      | 2014-15  | プリメーラ・ディビシオン | 26     | 7      | 6      | 5      | 7        | 4        | —      | —      | 39   | 16   |
| ビジャレアル      | 通算     | 通算                     | 40     | 10     | 6      | 5      | 7        | 4        | 0      | 0      | 53   | 19   |
| マジョルカ (loan) | 2013-14  | セグンダ・ディビシオン   | 31     | 11     | 1      | 1      | —        | —        | —      | —      | 32   | 12   |
| エスパニョール    | 2015-16  | プリメーラ・ディビシオン | 32     | 7      | 4      | 0      | —        | —        | —      | —      | 36   | 7    |
| エスパニョール    | 2016-17  | プリメーラ・ディビシオン | 37     | 13     | 1      | 0      | —        | —        | —      | —      | 38   | 13   |
| エスパニョール    | 2017-18  | プリメーラ・ディビシオン | 38     | 16     | 6      | 3      | —        | —        | —      | —      | 44   | 19   |
| エスパニョール    | 通算     | 通算                     | 107    | 36     | 11     | 3      | 0        | 0        | 0      | 0      | 118  | 39   |
| ビジャレアル      | 2018-19  | プリメーラ・ディビシオン | 35     | 8      | 3      | 1      | 11       | 4        | —      | —      | 49   | 13   |
| ビジャレアル      | 2019-20  | プリメーラ・ディビシオン | 35     | 18     | 2      | 2      | —        | —        | —      | —      | 37   | 20   |
| ビジャレアル      | 2020-21  | プリメーラ・ディビシオン | 33     | 23     | 1      | 0      | 12       | 7        | -      | -      | 46   | 30   |
| ビジャレアル      | 通算     | 通算                     | 103    | 49     | 6      | 3      | 23       | 11       | 0      | 0      | 132  | 63   |
| 総通算            | 総通算   | 総通算                   | 349    | 153    | 21     | 12     | 30       | 15       | 0      | 0      | 403  | 180  |

## タイトル

### クラブ
ビジャレアル
- UEFAヨーロッパリーグ：1回（2020-21）

## 代表歴

### 出場大会
スペイン代表
- 2019年 - UEFAネーションズリーグ
- 2021年 - UEFA EURO 2020

### 試合数
2021年3月31日現在
国際Aマッチ 10試合 5得点（2019年-）
| スペイン代表 | 国際Aマッチ | 国際Aマッチ |
| 年           | 出場        | 得点        |
| ------------ | ----------- | ----------- |
| 2019         | 3           | 3           |
| 2020         | 6           | 1           |
| 2021         | 1           | 1           |
| 通算         | 10          | 5           |